# 依必安派特
依必安派特 (英語：ebm-papst Group)是一家德国电动机和风机制造商。

## 历史
1963年创建于德国，由 ebm, PAPST 和 mvl 三家公司发展而来。1996年进入中国，截至2018年底全球共拥有26个生产基地和49个销售公司。

## 画廊

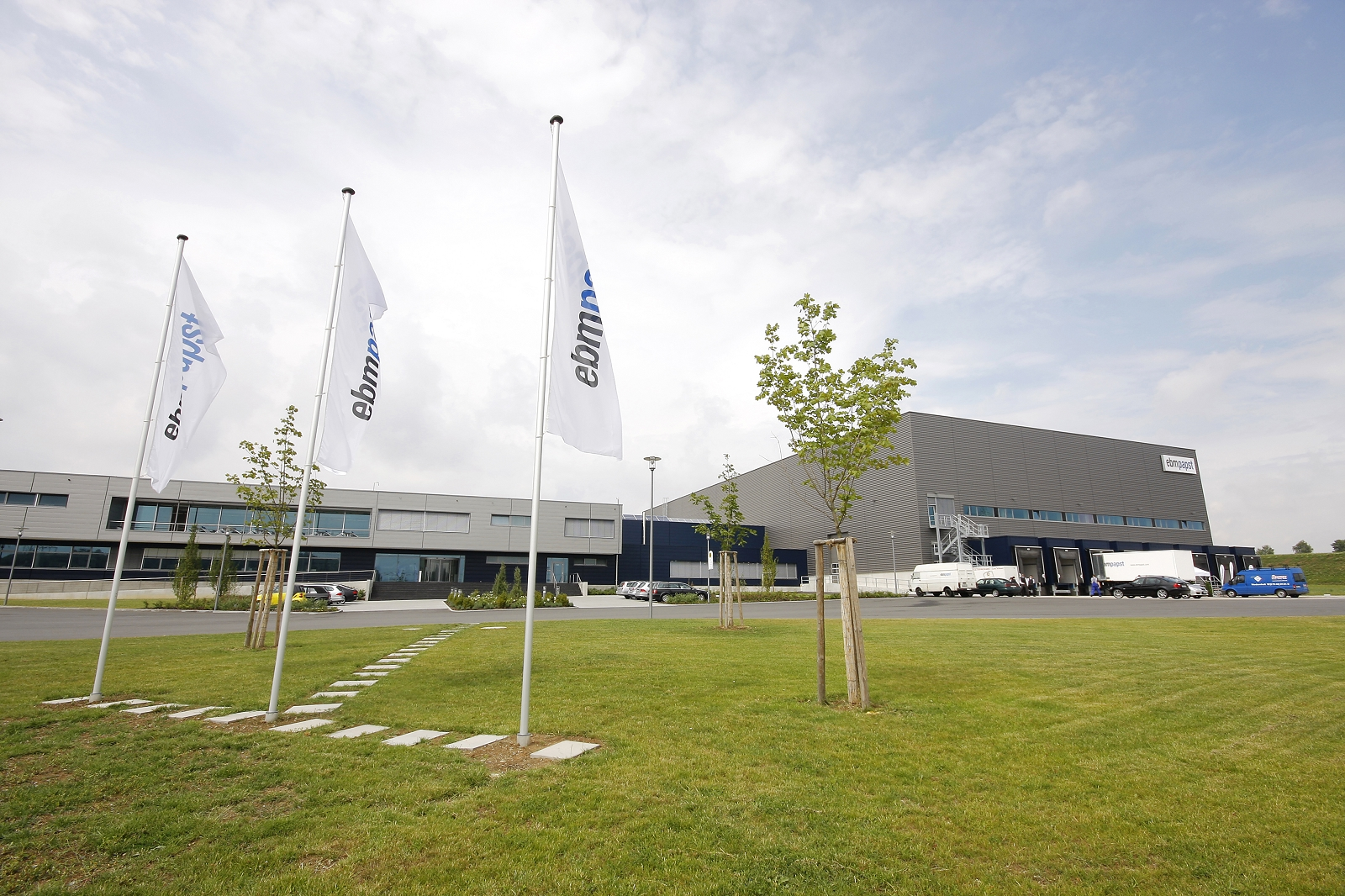
德国工厂
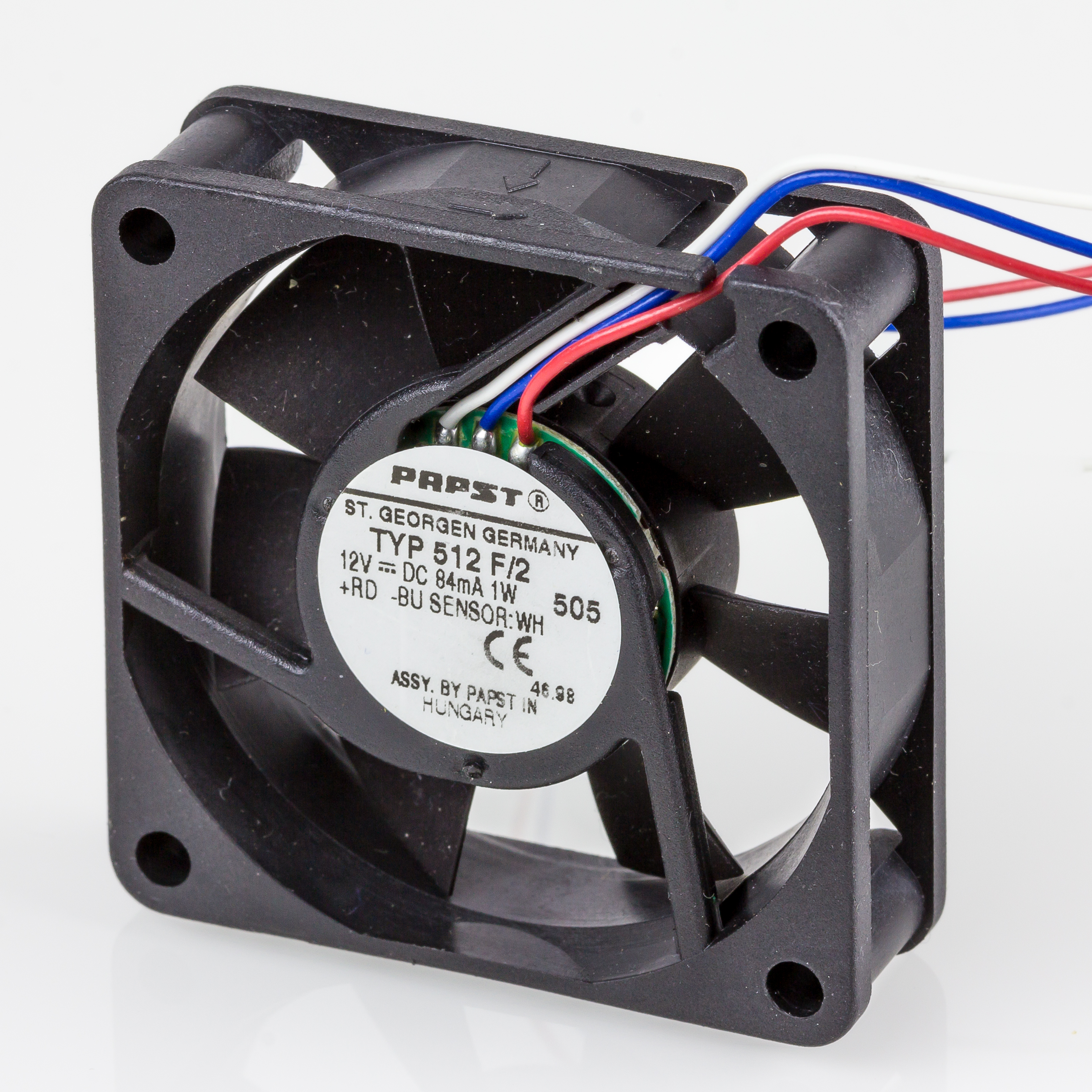
生产风机